# SS Republic (1871)
El SS Republic fue un transatlántico construido en 1871 por los astilleros de Harland & Wolff para la compañía naviera White Star Line. Se pretendía que fuera el último de los cuatro barcos que formaban la Clase Oceanic, antes de que dos nuevos barcos fueran encargados a los astilleros. Después de un viaje inaugural algo complicado desde Liverpool a Nueva York, el 1 de febrero de 1872, el SS Republic fue elegido para realizar el primer viaje de la White Star al Atlántico sur y el océano Pacífico, junto con otros cuatro barcos, destinados para Chile. En 1874, la construcción de barcos más modernos como el Germanic y el Britannic dejó al Republic como barco suplente. Ocupó esta posición durante 15 años, e incluso se realizaron intentos de modernizarlo en 1888. Cuando el Teutonic y el Majestic fueron introducidos en servicio al año siguiente, el Republic dejó de ser necesario en la flota de la White Star.
El Republic fue vendido en 1889 a la naviera holandesa Holland America Line, siendo rebautizado Maasdam, sirviendo para esta compañía durante doce años. En 1902, fue vendido a la compañía italiana La Veloce y rebautizado Vittoria, antes de ser rebautizado de nuevo como Città di Napoli. Fue utilizado durante seis años para transportar inmigrantes italianos a América. El buque fue retirado en 1908, siendo prestado al gobierno italiano para albergar víctimas del Terremoto de Messina de 1908. El buque fue desguazado finalmente en Génova en 1910.
Durante su vida de servicio, pudo llevar a una cantidad variable de pasajeros; bajo la White Star Line podía llevar 166 pasajeros de primera clase y más de 1.000 pasajeros de tercera clase; con la Holland America Line, podía albergar 150 pasajeros de primera clase, 60 de segunda clase, y 800 pasajeros de tercera, y como barco de inmigrantes podía llevar a 1.424 pasajeros. Las instalaciones en el barco fueron descritas como "palacio flotante" cuando estaba en poder de la White Star, y era similar al RMS Oceanic, aunque ligeramente más moderno.